# Estaci el Samnita
Estaci el Samnita (grec antic: Στάτιος, llatí: Statius) fou un cap samnita de la guerra social (91-89 aC), en què els aliats itàlics es rebel·laren contra Roma.
Després de la guerra, fou admès al senat romà per la seva riquesa, la seva noblesa i la seva perícia. L'any 43 aC, quan tenia vuitanta anys, els triumvirs el condemnaren a l'ostracisme; Estaci va lliurar tota la seva riquesa als seus esclaus i al poble i a continuació va pegar foc a la casa amb ell a dins, i així va morir.
Hom ha proposat canviar la lectura del text d'Apià Στάτιος per Πάπιος i identificar aquest personatge amb Gai Papi Mútil, però Mommsen rebutja aquesta identificació.